# اندری موشاروفسکی
اندری موشاروفسکی (روسی: Андрей Сергеевич Можаровский؛ زادهٔ ۲۵ ژوئیهٔ ۱۹۹۴) بازیکن فوتبال اهل اوکراین است.